# Johann Hieronymus Schröter

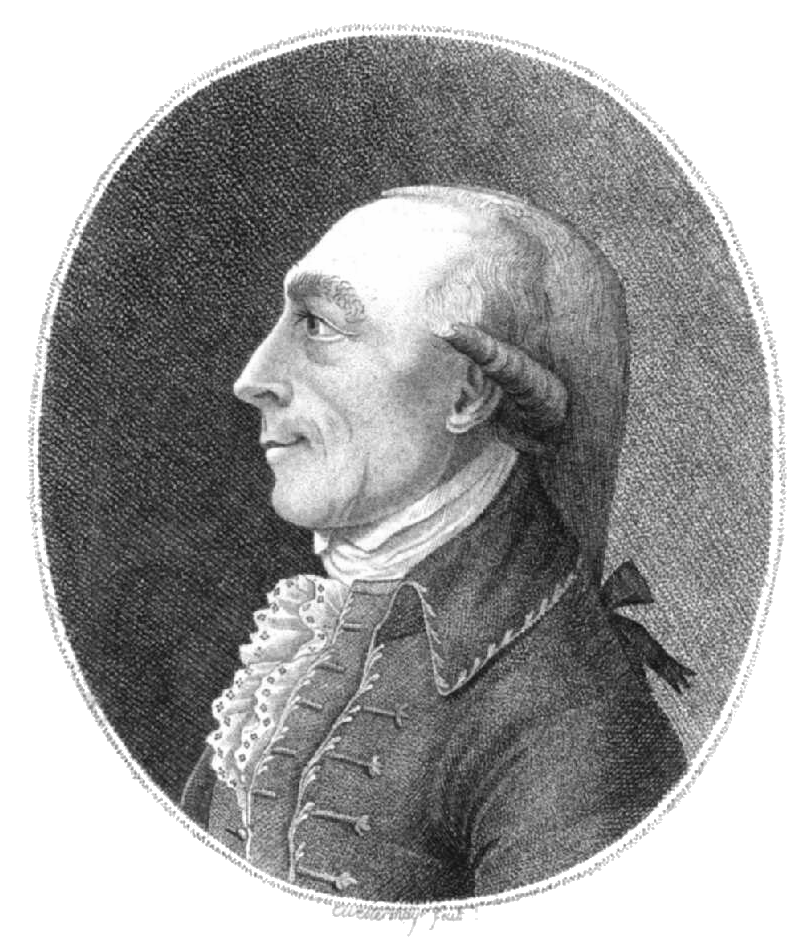
Johann Hieronymus Schröter
(1799), Conrad Westermayr

Johann Hieronymus Schröter (Erfurt, 30 augustus 1745 - Lilienthal, 29 augustus 1816) was een Duits amateurastronoom. Hij bouwde in Lilienthal nabij Bremen een sterrenwacht die hij uitrustte met een 19-inch (480-mm) Newton-spiegeltelescoop, destijds de grootste telescoop in continentaal Europa. Hij maakte nauwkeurige observaties van de Maan, Mars en Venus en ontdekte in 1787 de granulatie op het zonneoppervlak.

## Levensloop
Schröter studeerde theologie aan de universiteit van Erfurt, en vanaf 1764 rechten in Göttingen. Van jongs af was hij geïnteresseerd in astronomie en in 1779 kon hij zich een eerste telescoop aanschaffen waarmee hij de zon, de maan en Venus bestudeerde. Toen Wilhelm Herschel in 1781 de planeet Uranus ontdekte, besloot Schröter zich meer systematisch met astronomie bezig te houden. Zijn aanstelling in datzelfde jaar als Oberamtmann in Lilienthal liet hem voldoende tijd om zijn ambitie waar te maken.
Hij installeerde in de tuin van zijn ambtswoning zijn observatorium en maakte vrij snel naam bij zijn vakgenoten. De meeste instrumenten kocht hij aan van William Herschel in Engeland. Schröter kon met zijn observatorium gedetailleerde waarnemingen doen van de topografie van de maan en de planeten. Hij verwerkte deze in zijn in twee delen verschenen boek Selenotopographische Fragmente (1791 en 1802) dat beschrijvingen, tekeningen en metingen bevat van honderden kraters en bergen op de maan.
In oktober 1785 merkte hij enkele kleine donkere vlekken op op het oppervlak van Jupiter. Deze vlekken verdwenen vrij kort daarna en mogelijk ging het hierbij om een komeetinslag op de planeet.

## Naar hem vernoemd
- Het Schröter-effect. Schröter ontdekte in de jaren 1790 een anomalie in de fasen van Venus. Er treedt een verschil op van minstens een dag tussen de theoretisch berekende en de geobserveerde fase van Venus wanneer Venus exact half  zichtbaar is of zou moeten zijn.
- De Schröter-vallei (Schröteri Vallis) : grote vallei op het maanoppervlak.

- Bibsys: 97040597
- Bibliothèque nationale de France: cb11973603q (data)
- Stuttgart Database of Scientific Illustrators 1450–1950: 5992
- Gemeinsame Normdatei: 11876196X
- International Standard Name Identifier: 0000 0000 6309 7488
- Library of Congress Control Number: n85049262
- Nationale Bibliotheek van Tsjechië: ntk20241215376
- Nationale bibliotheek van Australië: 35786217
- Nederlandse Thesaurus van Auteursnamen: 070331480
- SNAC: w61z78s2
- Système universitaire de documentation: 02776298X
- Trove: 1087244
- Virtual International Authority File: 37121593
- WorldCat: E39PBJxGXxBdC7yPWwTCMYRBT3